# Élections législatives de 2002 dans la Haute-Vienne
Les élections législatives françaises de 2002 se déroulent les 9 et 16 juin 2002. Dans le département de la Haute-Vienne, quatre députés sont à élire dans le cadre de quatre circonscriptions.

## Élus
| Circonscription | Député sortant               | Parti | Parti | Député élu ou réélu          | Parti | Parti |
| --------------- | ---------------------------- | ----- | ----- | ---------------------------- | ----- | ----- |
| 1re             | Claude Lanfranca             |       | PS    | Alain Marsaud                |       | UMP   |
| 2e              | Daniel Boisserie             |       | PS    | Daniel Boisserie             |       | PS    |
| 3e              | Marie-Françoise Pérol-Dumont |       | PS    | Marie-Françoise Pérol-Dumont |       | PS    |
| 4e              | Alain Rodet                  |       | PS    | Alain Rodet                  |       | PS    |

## Résultats

### Résultats à l'échelle du département
| Parti                                            | Parti                                   | Premier tour | Premier tour | Second tour | Second tour | Sièges |
| Parti                                            | Parti                                   | Voix         | %            | Voix        | %           | Sièges |
| ------------------------------------------------ | --------------------------------------- | ------------ | ------------ | ----------- | ----------- | ------ |
|                                                  | Parti socialiste                        | 73 208       | 40,42        | 96 595      | 56,81       | 3      |
|                                                  | Parti communiste français               | 11 447       | 6,32         |             |             | 0      |
|                                                  | Les Verts                               | 4 488        | 2,48         | 0           |             |        |
|                                                  | Pôle républicain                        | 1 299        | 0,72         | 0           |             |        |
|                                                  | Gauche parlementaire                    | 90 442       | 49,94        | 96 595      | 56,81       | 3      |
|                                                  |                                         |              |              |             |             |        |
|                                                  | Union pour un mouvement populaire       | 54 085       | 29,86        | 73 431      | 43,19       | 1      |
|                                                  | Union pour la démocratie française      | 10 145       | 5,60         |             |             | 0      |
|                                                  | Mouvement pour la France                | 1 200        | 0,66         | 0           |             |        |
|                                                  | Majorité présidentielle                 | 65 430       | 36,13        | 73 431      | 43,19       | 1      |
|                                                  |                                         |              |              |             |             |        |
|                                                  | Front national                          | 10 663       | 5,89         |             |             | 0      |
|                                                  | Extrême gauche dont LCR et LO           | 7 319        | 4,04         | 0           |             |        |
|                                                  | Divers                                  | 3 916        | 2,16         | 0           |             |        |
|                                                  | Mouvement national républicain          | 1 797        | 0,99         | 0           |             |        |
|                                                  | Divers écologiste dont MÉI, Cap21 et GÉ | 1 544        | 0,85         | 0           |             |        |
|                                                  |                                         |              |              |             |             |        |
| Inscrits                                         | Inscrits                                | 261 241      | 100,00       | 261 227     | 100,00      | 4      |
| Abstentions                                      | Abstentions                             | 74 192       | 28,4         | 82 838      | 31,71       |        |
| Votants                                          | Votants                                 | 187 049      | 71,6         | 178 389     | 68,29       |        |
| Blancs et nuls                                   | Blancs et nuls                          | 5 938        | 3,17         | 8 363       | 4,69        |        |
| Exprimés                                         | Exprimés                                | 181 111      | 96,83        | 170 026     | 95,31       |        |
| Source : Ministère de l'Intérieur - Haute-Vienne |                                         |              |              |             |             |        |

### Résultats par circonscription

#### Première circonscription (Limoges-Centre)
| Candidat       | Candidat                 | Parti            | Premier tour | Premier tour | Second tour | Second tour |  |
| Candidat       | Candidat                 | Parti            | Voix         | %            | Voix        | %           |  |
| -------------- | ------------------------ | ---------------- | ------------ | ------------ | ----------- | ----------- |  |
|                | Claude Lanfranca sortant | PS               | 11 737       | 32,59        | 16 246      | 48,75       |  |
|                | Alain Marsaud élu        | UMP              | 10 340       | 28,72        | 17 082      | 51,25       |  |
|                | Jean-Marc Gabouty        | UDF              | 6 009        | 16,69        |             |             |  |
|                | Michelle Devert          | FN               | 1 602        | 4,45         |             |             |  |
|                | Claude Toulet            | PCF              | 1 192        | 3,31         |             |             |  |
|                | Laurence Guédet          | Les Verts        | 1 092        | 3,03         |             |             |  |
|                | Daniel Clérembaux        | LCR              | 953          | 2,65         |             |             |  |
|                | Gilbert Chapeaublanc     | Pôle républicain | 937          | 2,6          |             |             |  |
|                | Antoine Orabona          | MNR              | 640          | 1,78         |             |             |  |
|                | Catherine Dumon          | LO               | 468          | 1,3          |             |             |  |
|                | Bernard Gourbaud         | CPNT             | 308          | 0,86         |             |             |  |
|                | Sylvie Piquet            | Cap21            | 295          | 0,82         |             |             |  |
|                | Bernard Dufour           | MPF              | 228          | 0,63         |             |             |  |
|                | Cyril Cognéras           | Régionaliste     | 122          | 0,34         |             |             |  |
|                | Henri Gollion            | GÉ               | 86           | 0,24         |             |             |  |
|                |                          |                  |              |              |             |             |  |
| Inscrits       | Inscrits                 | Inscrits         | 52 167       | 100,00       | 52 166      | 100,00      |  |
| Abstentions    | Abstentions              | Abstentions      | 15 136       | 29,01        | 16 996      | 32,58       |  |
| Votants        | Votants                  | Votants          | 37 031       | 70,99        | 35 170      | 67,42       |  |
| Blancs et nuls | Blancs et nuls           | Blancs et nuls   | 1 022        | 2,76         | 1 842       | 5,24        |  |
| Exprimés       | Exprimés                 | Exprimés         | 36 009       | 97,24        | 33 328      | 94,76       |  |

#### Deuxième circonscription (Saint-Junien)
| Candidat       | Candidat                         | Parti          | Premier tour | Premier tour | Second tour | Second tour |  |
| Candidat       | Candidat                         | Parti          | Voix         | %            | Voix        | %           |  |
| -------------- | -------------------------------- | -------------- | ------------ | ------------ | ----------- | ----------- |  |
|                | Daniel Boisserie sortant réélu   | PS             | 18 997       | 36,83        | 27 576      | 54,64       |  |
|                | Évelyne Guilhem                  | UMP            | 18 586       | 36,03        | 22 896      | 45,36       |  |
|                | Lucien Dussouchaud               | PCF            | 5 030        | 9,75         |             |             |  |
|                | Yves Guieau                      | FN             | 3 043        | 5,9          |             |             |  |
|                | Marc Wasilewski                  | CPNT           | 1 414        | 2,74         |             |             |  |
|                | Marie-Christine Guérineau        | Les Verts      | 1 340        | 2,6          |             |             |  |
|                | Josiane Reveyrand                | LCR            | 1 137        | 1,5          |             |             |  |
|                | Aline Barthélemy                 | LO             | 772          | 1,5          |             |             |  |
|                | Marie-Ange Dutheillet de Lamothe | MPF            | 522          | 1,01         |             |             |  |
|                | Danielle Dautriat                | MÉI            | 412          | 0,8          |             |             |  |
|                | Chantal Desnoyer                 | MNR            | 332          | 0,64         |             |             |  |
|                |                                  |                |              |              |             |             |  |
| Inscrits       | Inscrits                         | Inscrits       | 72 616       | 100,00       | 72 609      | 100,00      |  |
| Abstentions    | Abstentions                      | Abstentions    | 19 063       | 26,25        | 19 751      | 27,2        |  |
| Votants        | Votants                          | Votants        | 53 553       | 73,75        | 52 858      | 72,8        |  |
| Blancs et nuls | Blancs et nuls                   | Blancs et nuls | 1 968        | 3,67         | 2 386       | 4,51        |  |
| Exprimés       | Exprimés                         | Exprimés       | 51 585       | 96,33        | 50 472      | 95,49       |  |

#### Troisième circonscription (Limoges - Bellac)
| Candidat       | Candidat                                     | Parti          | Premier tour | Premier tour | Second tour | Second tour |  |
| Candidat       | Candidat                                     | Parti          | Voix         | %            | Voix        | %           |  |
| -------------- | -------------------------------------------- | -------------- | ------------ | ------------ | ----------- | ----------- |  |
|                | Marie-Françoise Pérol-Dumont sortante réélue | PS             | 18 933       | 41,92        | 24 616      | 57,78       |  |
|                | Béatrice Martineau                           | UMP            | 13 357       | 29,58        | 17 988      | 42,22       |  |
|                | Jean-Baptiste Millon                         | FN             | 2 905        | 6,43         |             |             |  |
|                | Jean-Pierre Normand                          | PCF            | 2 392        | 5,3          |             |             |  |
|                | Jean-Marie Thoury                            | UDF            | 2 337        | 5,17         |             |             |  |
|                | Marie-Agnès Clausse-Artaud                   | LCR            | 1 168        | 2,59         |             |             |  |
|                | Raymond Desenfant                            | CPNT           | 1 158        | 2,56         |             |             |  |
|                | Michèle Lage                                 | Les Verts      | 1 032        | 2,29         |             |             |  |
|                | Daniel Mournetas                             | LO             | 702          | 1,55         |             |             |  |
|                | Martine Guéret                               | MPF            | 450          | 1            |             |             |  |
|                | Alain Bertrand                               | MÉI            | 380          | 0,84         |             |             |  |
|                | Alain Rougevin-Baville                       | MNR            | 347          | 0,77         |             |             |  |
|                | Serge Coussot                                | Divers gauche  | 2            | 0            |             |             |  |
|                |                                              |                |              |              |             |             |  |
| Inscrits       | Inscrits                                     | Inscrits       | 66 436       | 100,00       | 66 433      | 100,00      |  |
| Abstentions    | Abstentions                                  | Abstentions    | 19 798       | 29,8         | 21 878      | 32,93       |  |
| Votants        | Votants                                      | Votants        | 46 638       | 70,2         | 44 555      | 67,07       |  |
| Blancs et nuls | Blancs et nuls                               | Blancs et nuls | 1 475        | 3,16         | 1 951       | 4,38        |  |
| Exprimés       | Exprimés                                     | Exprimés       | 45 163       | 96,84        | 42 604      | 95,62       |  |

#### Quatrième circonscription (Limoges - Saint-Léonard-de-Noblat)
| Candidat       | Candidat                  | Parti            | Premier tour | Premier tour | Second tour | Second tour |  |
| Candidat       | Candidat                  | Parti            | Voix         | %            | Voix        | %           |  |
| -------------- | ------------------------- | ---------------- | ------------ | ------------ | ----------- | ----------- |  |
|                | Alain Rodet sortant réélu | PS               | 23 541       | 48,68        | 28 157      | 64,55       |  |
|                | Olivier Le Tarrasti       | UMP              | 11 802       | 24,41        | 15 465      | 35,45       |  |
|                | Jeanine Dupuy             | FN               | 3 113        | 6,44         |             |             |  |
|                | Françoise Decan           | PCF              | 2 833        | 5,86         |             |             |  |
|                | Laetitia du Teilhet       | UDF              | 1 799        | 3,72         |             |             |  |
|                | Stéphane Lajaumont        | LCR              | 1 315        | 2,72         |             |             |  |
|                | Natacha Jacquin           | Les Verts        | 1 024        | 2,12         |             |             |  |
|                | Bernadette Frugier        | CPNT             | 914          | 1,89         |             |             |  |
|                | Claudine Roussie          | LO               | 804          | 1,66         |             |             |  |
|                | Bernard Daugan            | MNR              | 478          | 0,99         |             |             |  |
|                | Yvette Faure              | MÉI              | 371          | 0,77         |             |             |  |
|                | Odile Dupic               | Pôle républicain | 360          | 0,74         |             |             |  |
|                |                           |                  |              |              |             |             |  |
| Inscrits       | Inscrits                  | Inscrits         | 70 022       | 100,00       | 70 019      | 100,00      |  |
| Abstentions    | Abstentions               | Abstentions      | 20 195       | 28,84        | 24 213      | 34,58       |  |
| Votants        | Votants                   | Votants          | 49 827       | 71,16        | 45 806      | 65,42       |  |
| Blancs et nuls | Blancs et nuls            | Blancs et nuls   | 1 473        | 2,96         | 2 184       | 4,77        |  |
| Exprimés       | Exprimés                  | Exprimés         | 48 354       | 97,04        | 43 622      | 95,23       |  |